# Giovanni Francesco Boccaccini
Giovanni Francesco Boccaccini (Pistoia, 23 giugno 1786 – Messina, 17 giugno 1877) è stato un pittore e decoratore italiano.

## Biografia
Fra le sue opere figurano diverse realizzazioni compiute in Sicilia. Fra le maggiori, ad Acireale, quelle prestate al palazzo Pennisi di Floristella e alle decorazioni della meridiana della cattedrale cittadina.